# Blastomyces dermatitidis
Il Blastomyces dermatitidis Gilchrist & W.R. Stokes, 1898 è un fungo responsabile della blastomicosi, una malattia sistemica.

## Descrizione
Blastomyces dermatitidis è un fungo dimorfico, il che significa che esiste a temperatura ambiente (25 °C) nello stato di muffa e a 37 °C nello stato di lievito. La forma di muffa è filamentosa e in agar Sabouraud si presenta di un colore variabile dal bianco al marroncino mentre al microscopio è ialina. La muffa produce conidi rotondi od ovali dal diametro di 2-10 μm presso le terminazioni delle ramificazioni delle ife settate ma può anche produrre clamidospore più grandi. La forma di lievito è costituita da cellule dal diametro di 8-30 μm, di forma sferica, multinucleate e con parete spessa. Le cellule di lievito che si osservano al microscopio presentano spesso formazione di gemme (blastoconidi) caratteristicamente unite alla cellula madre da un'ampia base di citoplasma.

## Distribuzione
Il fungo si trova principalmente nel Mid-West e del Nord degli Stati Uniti e in Canada. Il serbatoio naturale nell'ambiente di questo organismo non è chiaramente definito, ma sembra essere associato a fiumi e laghi. La blastomicosi è più comunemente diagnosticata negli animali piuttosto che negli esseri umani, in particolare nei cani.